# Ludwik Dobija

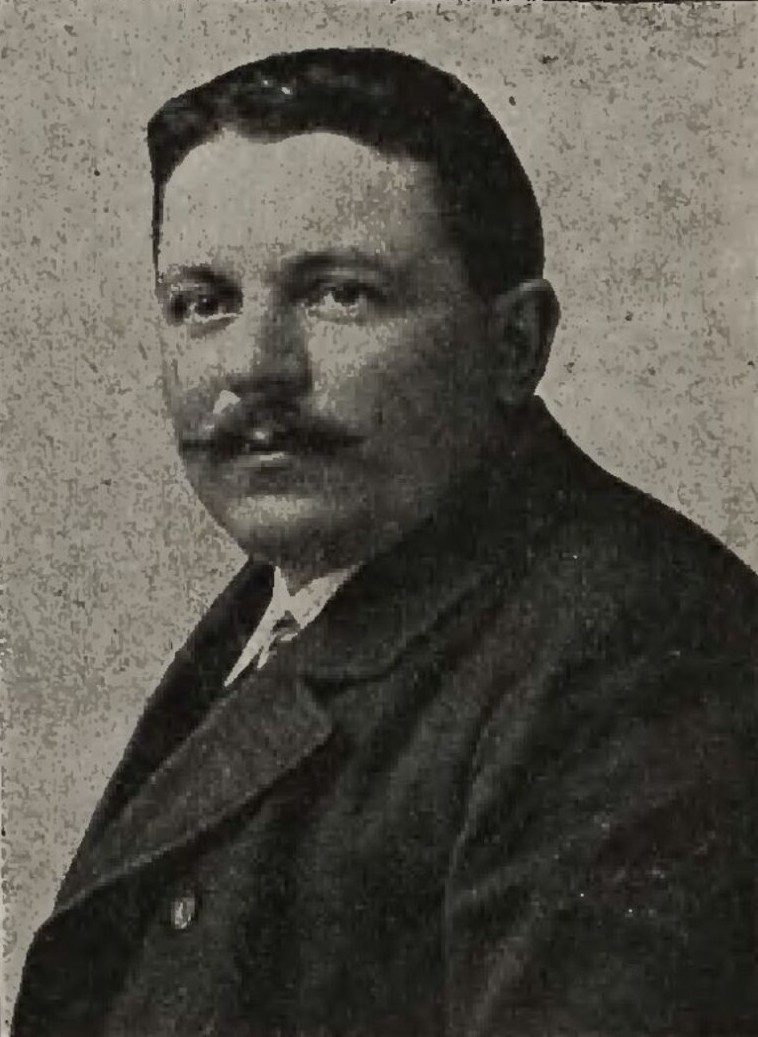
Ludwik Dobija

Ludwik Dobija (* 15. Juli 1873 in Rybarzowice; † 3. April 1944 ebenda) war ein polnischer Politiker, Abgeordneter des Österreichischen Abgeordnetenhauses und Sejms.
Ludwik Dobija stammte aus einer Familie von Müllern. Als er zwölf Jahre alt war, wurde er wegen einer Schlägerei mit nationalem Hintergrund aus dem deutschen Gymnasium in Bielitz ausgeschlossen. Danach bildete er sich zum Bäcker in Biala aus. Als Jugendlicher ging er zu Fuß nach Wien, um sich beim Kaiser über die Diskriminierung der Polen zu beklagen. Danach wurde er in der Christlichsozialen Partei aktiv. Nach einem Jahr wurde er festgenommen und zu einem halben Jahr Gefängnis verurteilt. Er floh vor der Strafe nach Ungarn. Nach einer Amnestie kam er zurück nach Wien und wohnte dort neun weitere Jahre. Nach der Heimkehr nach Rybarzowice heiratete er 1896 Julia Maślonka. Das Ehepaar bekam sechs Kinder. Später trat er der Partei von Stanisław Stojałowski bei. 
Er wurde Abgeordneter des Österreichischen Abgeordnetenhauses als Vertreter des Wahlbezirks Galizien 36 in den Jahren 1907 und 1911. In den Jahren 1922 bis 1927 war er Abgeordneter des Sejms.